# دریم پاپ
دریم پاپ (انگلیسی: Dream pop) یا پاپ رؤیایی شاخه ای از آلترناتیو راک است که نخستین بار توسط الکس ایولی در توصیف گروه خودش، ای. آر. کین به کار رفت و بعد به‌شکل گسترده‌تری به موسیقی شوگیز بریتانیا گفته شد.
موسیقی دریم پاپ به‌خاطر برخورداری از کیفیتی «اثیری» نزدیک به سبک اثیریل ویو است. یکی از بهترین خوانندگان این سبک Lana Del Rey می‌باشد.